# Чемодан (фильм, 1973)
«Чемодан» (фр. La valise) — кинокомедия известного французского режиссёра Жоржа Лотнера (фр. Georges Lautner), вышедшая в 1973 году. Отечественному[какому?] зрителю известна также под названием «Дипломатический багаж». Во время премьерного показа во Франции фильм посмотрело более 1,2 млн зрителей.

## Сюжет
«Засвеченный» из-за женщины во всём арабском мире и преследуемый убийцами агент израильской секретной службы в Ливии, майор Блок, находит убежище в посольстве Франции в Триполи. Французские власти не могут его «выбросить за дверь», но и «оставлять» его у себя считают опасным. Военный атташе, полковник Мерсье, даёт капитану Ожье деликатное задание: перевезти его коллегу тайно в Париж дипломатической почтой, а именно: в большом чемодане. Всё предусмотрено для его комфортного путешествия: шлем, ремни, тапочки, незаметные вентиляционные отверстия и даже таблеток для того, чтобы предотвратить кашель с потенциально драматическими последствиями. Правда, чемодан будет путешествовать в грузовом отсеке самолёта вместе с клетками для животных. Но сотрудники аэропорта объявляют забастовку, и мужчинам в течение двух дней приходится делить на двоих гостиничный номер. Вечером они оказываются в одной постели: капитан Ожье поворачивается спать, а Блока начинают обуревать воспоминания о ночи страсти с француженкой Франсуазой, в которую он был безумно влюблён. Он познакомился с ней в той же гостинице, где артистка мюзик-холла каждый вечер выступала дуэтом «Франческо и Франческа» в телепатическом шоу и явилась причиной его провала, невольно выдав в присутствии арабов. Блок не может покинуть номер, и поэтому он вынуждает Ожье встать и найти Франсуазу, чтобы узнать, чем она занимается в его отсутствие. Но Ожье сам не может устоять перед очарованием прекрасным и не оправдывает доверия своего коллеги. Он предлагает Франсуазе вернуться с ним во Францию и выплачивает за неё неустойку деньгами, переданными Блоком. Забастовка заканчивается, Блок помещается в чемодан, а чемодан — в грузовой отсек, и воздушное судно берёт курс на Париж. Но во время полёта арабские террористы захватывают самолёт и сажают его в ливийской пустыне. В обмен на заложников они требуют выдачи израильского шпиона, скрывающегося, по их сведениям, во французском посольстве. Ожье открывает Франсуазе всю правду об обстоятельствах их рейса, и с её помощью трём сообщникам удаётся бежать на джипе, взяв направление к порту тунисского побережья. Однако по дороге они теряют чемодан, и он оказывается в руках арабского полицейского патруля. Снова благодаря вмешательству Франсуазы и паре купюр Блока и Ожье полицейские соглашаются вернуть чемодан без проверки его содержимого. Троица находит убежище в тунисском отеле, где двое мужчин соревнуются за благосклонность Франсуазы, в то время как она очаровывает греческого судовладельца. Кокетливый грек, называющий себя Baby, соглашается взять с собой на Сицилию молодую женщину в сопровождении её «брата». Обезвредив коррумпированного полицейского, который пришёл требовать свою долю с «трафика», Ожье с Франсуазой и с чемоданом поднимаются на борт яхты. А там, не откладывая надолго, её хозяин пытается получить от Франсуазы оплату за их проезд натурой. Франсуаза сопротивляется, и яхта, потеряв управление, сталкивается с египетским военным судном, где группа находит спасение. Но для того, чтобы им избежать проверки личности и египетской тюрьмы, Франсуазе приходится применить свои чары на молодом египетском лейтенанте Абдуле Фуаде. Под его безупречно-белой формой обнаруживается такое же горячее сердце: он дезертирует и добирается с ними на шлюпке до тунисского побережья. Трио становится квартетом, но ситуация опять осложняется. Оставленные французской спецслужбой на произвол судьбы, они попадают в окружение вооружённых сил при попытке перехода ливийской границы. Теперь Франсуаза поставлена перед необходимостью покорить сердце молодого тунисского командира…

## История сюжета
Встречаются мнения, что Франсис Вебер при создании сценария был, якобы, вдохновлен несколькими реальными событиями. Последнее из них (Philippe Durant, Les éléphants, Sonatine Editions, Paris, 2012)[уточнить] действительно констатирует подобную ситуацию, которая произошла в 1964 году в аэропорту Фьюмичино в Риме, когда египетские секретные агенты использовали дипломатический багаж, чтобы попытаться тайно вывезти в Каир захваченного ими израильского агента. Он находился под наркозом, но очнулся посреди аэропорта, всполошив всех своим криком, начиная с итальянских таможенников, которые поспешили его освободить и задержать его мучителей.

## Приём
Это фильм, цель которого развлечь зрителя. Действие его происходит на Ближнем Востоке. Сегодняшние события в этом регионе могут окрасить этот фильм в нежелательные для его авторов тона. Над этим фильмом работали и христиане, и евреи, и мусульмане. Все мы друзья. И надеемся друзьями остаться.Оригинальный текст (фр.)Ce film ne vise qu’à distraire. L’action se situe au Moyen-Orient. Les événements actuels lui donneront sans doute un relief que nous ne souhaitions pas. Notre équipe est composée des chrétiens, de juifs, de musulmans. Nous sommes des amis. Nous comptons bien le rester.
Это предупреждение, помещённое до титров, было добавлено в последний момент перед выпуском фильма. Фильм вышел через несколько дней после начала арабо-израильского конфликта 8 октября 1973 года, «войны Судного дня». Тем не менее, его политический контекст произвёл небольшую полемику в обществе: фильм был плохо принят критиками, и Лотнер получил письма негативного характера из еврейских кругов. Однако французский режиссёр совершенно не стремился дать политическое измерение в свой полнометражный фильм. Наоборот, он поставил жизнерадостную комедию, где главные герои-мужчины, христианин, иудей и мусульманин, объединяются вокруг этой женщины, символа любви. И в конце концов больше не существует этнических групп, есть только группа «поклонников Франсуазы». Ожье принимает решение уйти из французской армии, Блок — покинуть израильскую разведку, Фуад — дезертировать из египетского флота. Ибо очевидно, что: «Занимайтесь любовью, а не войной» — вот лейтмотив этого фильма.
Среди широкой общественности фильм ожидал большой успех: на выходе его посмотрело более 1,2 миллиона зрителей — рейтинг весьма почётный. А также его многочисленные повторы по телевидению говорили о высокой популярности этой французской комедии.

## Актёрский состав
- Мирей Дарк: Франсуаза
- Мишель Константен: капитан Ожье
- Жан-Пьер Марьель: майор Блок
- Амиду: лейтенант Абдул Фуад
- Робер Дальбан: полковник Мерсье
- Рауль Сен-Ив: посол

## Съёмочная группа
- Режиссёр: Жорж Лотнер
- Сценарий и диалоги: Жорж Лотнер, Франсис Вебер
- Продюсер: Ален Пуаре
- Операторы: Ален Буаснар, Морис Феллу
- Композитор: Филипп Сард